# Flemming Jørgensen
Flemming „Bamse“ Duun Jørgensen (n. 7 februarie 1947, Randers – d. 1 ianuarie 2011, Egå) a fost un cântăreț și actor danez.

## Date biografice
Flemming Duun Jørgensen a copilărit în Viby și a terminat școala profesională de operatori mecanici. La vârsta de 16 ani a început să cânte la diferite festivități organizate pentru tineret. În 1976 înființează o grupă muzicală întitulată "Bamses Venner" („Prietenii grasului”). Ocupă locul 14 în 1980 cu cântecul "Tænker altid på dig" la concursul muzical Eurovision 1980. Ulterior apar o serie de albume muzicale de-ale lui. El a scris versurile, era basist și cântăreț solo. În noaptea de revelion 2010/2011, din cauza unei insuficiențe cardiace, Flemming a decedat în Egå, o suburbie a orașului Århus.

## Discografie
- 1977: Din sang
- 1979: Solen skinner
- 1987: Lige nu
- 1988: 1988
- 1994: Lidt for mig selv
- 1995: Jul på Vimmersvej
- 1999: Stand By Me
- 2001: Always On My Mind
- 2005: Be My Guest
- 2007: Love Me Tender
- 2010: Tæt på